# Tour Kodak

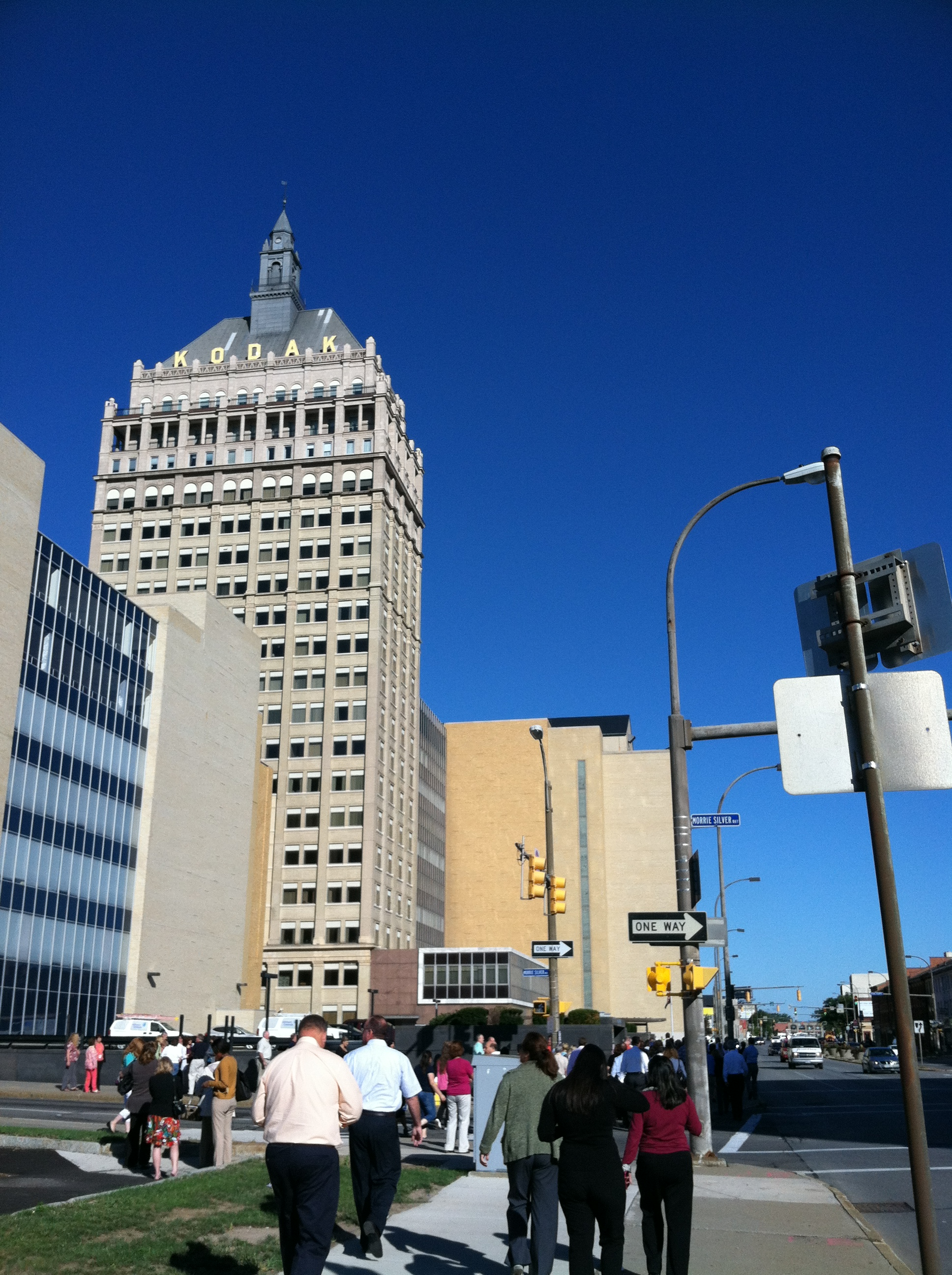
La tour Kodak, vue du Morrie Silver Way.

La tour Kodak (Kodak Tower) est un gratte-ciel de Rochester aux États-Unis dans  l'État de New York, situé dans le quartier de High Falls. Le siège de la compagnie  Eastman Kodak est installé dans une partie de la tour. Celle-ci s'élève à 103,6 mètres et avec la flèche de l'antenne à 111,6 mètres. C'est la construction de la ville la plus haute, de ses débuts en 1914, jusqu'à l'édification de la tour  Xerox à la fin des années 1960. Aujourd'hui, c'est le quatrième édifice le plus haut de Rochester, et le neuvième édifice le plus haut de l'État de New York, en dehors de la ville de New York.
La tour Kodak marque le paysage de la ville. Elle est surnommée le « centre nerveux de la photographie ».
La Eastman Kodak Company est propriétaire du gratte-ciel et elle a fait son siège de cette tour . En 2008, l'entreprise Kodak a restauré l'extérieur de la tour.

## Histoire
La Kodak Tower a été construite sur le site d'une ancienne usine, près d'ateliers de sept étages de la compagnie. La construction a commencé en 1912 et a été terminée en 1914, le président et fondateur de Kodak George Eastman étant à l'origine du projet.

## Construction

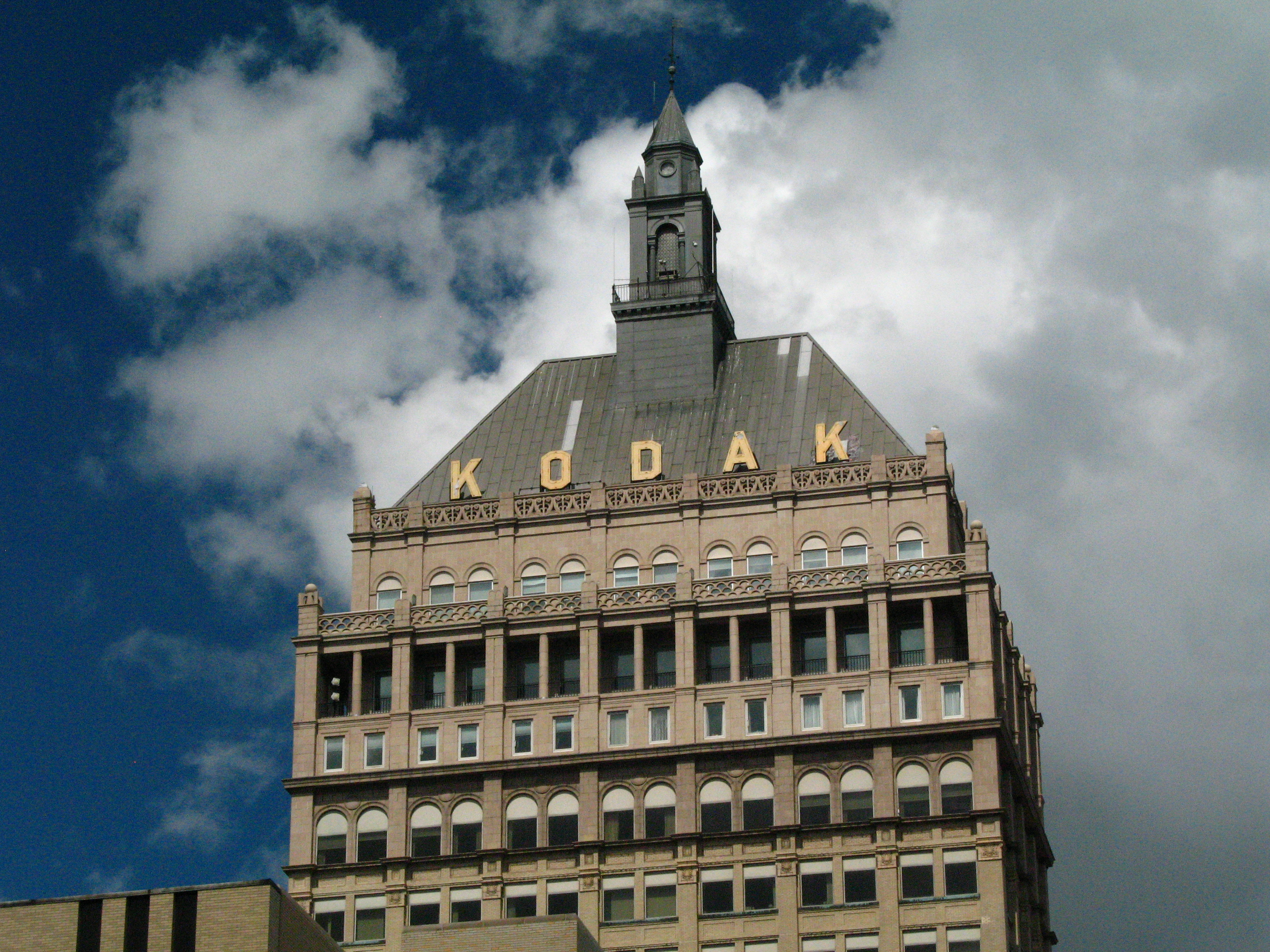
Sommet de la tour.

La tour Kodak a été édifiée selon les plans de Howard Wright Cutler et Gordon & Kaelber avec un certain vocabulaire évoquant le style de la Renaissance française. Elle comporte au début 16 étages avec une structure d'acier et des plaques de terra cotta à l'extérieur.